# Tre assi per un omicidio
Tre atti per un omicidio (Rehearsal for Murder) è un film per la televisione statunitense del 1982 diretto da David Greene.

## Trama
Insoddisfatta della sua carriera negativa da attrice cinematografica interpretando film a basso costo, Monica Welles accetta di fare la protagonista in una commedia a Broadway, ma si rivela un disastro totale e qualche giorno dopo viene trovata misteriosamente morta. Il caso è archiviato come suicidio ma qualcosa dice che l'attrice è stata uccisa.